# Luciano Russo
Luciano Russo (ur. 23 czerwca 1963 w Lusciano) – włoski duchowny rzymskokatolicki, arcybiskup ad personam.

## Życiorys
1 października 1988 otrzymał święcenia kapłańskie i został inkardynowany do diecezji Aversa. W 1991 rozpoczął przygotowanie do służby dyplomatycznej na Papieskiej Akademii Kościelnej.
27 stycznia 2012 papież Benedykt XVI prekonizował go nuncjuszem apostolskim oraz arcybiskupem tytularnym Monteverde. Święcenia biskupie otrzymał 14 kwietnia 2012 w katedrze św. Pawła w Aversa. Udzielił mu ich kardynał Tarcisio Bertone – sekretarz stanu Stolicy Apostolskiej. 16 lutego 2012 został skierowany do nuncjatury w Rwandzie.
14 czerwca 2016 papież Franciszek mianował go nuncjuszem apostolskim w Algierii, będąc równocześnie akredytowanym w Tunezji.
22 sierpnia 2020 papież przeniósł go do nuncjatury w Panamie.
18 grudnia 2021 został przeniesiony do nuncjatury w Urugwaju.
10 września 2022 został minaowany sekretarzem ds. Przedstawicielstw Papieskich w Sekretariacie Stanu Stolicy Apostolskiej.